# Phileris
Phileris is een vliegengeslacht uit de familie van de roofvliegen (Asilidae).

## Soorten
- P. anae Tsacas & Weinberg, 1976
- P. diplodus Tsacas & Weinberg, 1976
- P. dorsiger (Wiedemann, 1828)
- P. haplopygus Tsacas & Weinberg, 1976
- P. pilosus Tsacas & Weinberg, 1976
- P. possompesi Tsacas & Weinberg, 1976
- P. prinostylus Tsacas & Weinberg, 1976
- P. sinaiticus (Efflatoun, 1934)